# Карл Раддац
Ка́рл Ра́ддац (нім. Carl Raddatz; нар. 13 березня 1912, Мангайм, Німецька імперія — пом. 19 травня 2004, Берлін, Німеччина) — німецький театральний та кіноактор, актор озвучування.

## Біографія
Карл Раддац народився 13 березня 1912 року в Мангаймі в сім'ї страхового службовця. У своєму рідному місті Раддац брав уроки акторської майстерності. Завдяки Віллі Біргелю він потрапив до Мангаймського національного театру, потім грав у театрах Аахена, Дармштадту і Бремена.
У 1937 році Раддац отримав роль у фільмі «Відпустка під чесне слово» виробництва кіностудії UFA та знявся потім на студії у фільмах «Дванадцять хвилин після дванадцяти» (1939), «Сутінки» (1940), «Іммензеє» (1943) та «Під мостами» (1945). Він також знявся в пропагандистських фільмах Третього Рейху «Концерт по заявках» (1940), «Повернення додому» (1941) і «Штукас» (1941).
Після Другої світової війни фільми «Рози восени» (1955) та «Ніч рішення» режисера Фалька Харнака (1956) і «Зроблено в Німеччині» (1957) зробили Раддаца кінозіркою. У 1975 році Раддац зняв свій останній кінофільм «Кожен помирає самостійно». У театрі актор працював у берлінському театрі імені Шиллера.
У 1950-х роках Раддац працював над озвучуванням німецькою мовою фільмів іноземного виробництва. Озвучив понад 60 ролей, зіграних, зокрема, такими акторами, як Лоуренс Олів'є (у фільмі «Леді Гамільтон», 1941), Генрі Фонда («Моя дорога Клементина», 1946), Кірк Дуглас («Злі й гарні», 1952), Рекс Гаррісон («Дебютантка мимоволі», 1958),  Жорж Маршаль («Колос Родоський», 1961), Ентоні Квінн («Прогулянка у весняну зливу» та «Останній боєць», 1970) та ін..
Карл Раддац був одружений тричі. Першою його дружиною була акторка Ганнелора Шрот.
Помер Карл Раддац 19 травня 2004 року в Берліні. Похований на Далемському кладовищі
.

## Фільмографія (вибіркова)
| Рік       |    | Українська назва                      | Оригінальна назва                     | Роль                               |
| --------- | -- | ------------------------------------- | ------------------------------------- | ---------------------------------- |
| 1938      | ф  | Відпустка під чесне слово             | Urlaub auf Ehrenwort                  | гренадер доктор Єнс Кірхгоф        |
| 1938      | ф  | Мелодія, що відлунала                 | Verklungene Melodie                   | Вернер Ґронт                       |
| 1938      | ф  | Флірт і кохання                       | Liebelei und Liebe                    | Гюнтер Віндгасен                   |
| 1939      | ф  | Ніч Сильвестра на Александерплац      | Silvesternacht am Alexanderplatz      | Рейнгардт                          |
| 1939      | ф  | Дванадцять хвилин після дванадцяти    | Zwölf Minuten nach zwölf              | ювелірний маклер Гріффін           |
| 1939      | ф  | Звільнені руки                        | Befreite Hände                        | граф Йоахім фон Еркен              |
| 1939      | ф  | Ми танцюємо навколо світу             | Wir tanzen um die Welt                | Гарві Свінгтон                     |
| 1940      | ф  | Головін йде через місто               | Golowin geht durch die Stadt          | доктор Роберт Канненбург           |
| 1940      | ф  | Концерт по заявках                    | Wunschkonzert                         | Герберт Кох                        |
| 1941      | ф  | Сутінок                               | Zwielicht                             | Роберт Тіле                        |
| 1941      | ф  | Над усім світом                       | Über alles in der Welt                | Карл Вієганд                       |
| 1941      | ф  | Штуки                                 | Stukas                                | гауптман Гайнц Борк                |
| 1941      | ф  | Повернення додому                     | Heimkehr                              | доктор Фріц Мутіус                 |
| 1942      | ф  | 5 червня                              | Der 5. Juni                           | фельдфебель Ріхард Шульц           |
| 1943      | ф  | Імензеє                               | Immensee — Ein deutsches Volkslied    | Рейнгарт Торстен                   |
| 1944      | ф  | Жінка на три дні                      | Eine Frau für drei Tage               | Ганнс Єнненберг                    |
| 1944      | ф  | Жертовний шлях                        | Opfergang                             | Альбрехт Фробен                    |
| 1944      | ф  | Те було моїм життям                   | Das war mein Leben                    | доктор Офовен                      |
| 1945      | ф  | Під мостами                           | Unter den Brücken                     | Гендрік Фелдкамп                   |
| 1947      | ф  | Перелітні птахи                       | Zugvögel                              | Георг                              |
| 1947      | ф  | У ті дні                              | In jenen Tagen                        | Йозеф                              |
| 1950      | ф  | Габріела                              | Gabriela                              | Чарлі Браац                        |
| 1950      | ф  | Епілог. Таємниця Орпліда              | Epilog: Das Geheimnis der Orplid      | піаніст Альдо Сіано                |
| 1950      | ф  | Кітті-таксі                           | Taxi-Kitty                            | Чарлі                              |
| 1952      | ф  | Отрута в зоопарку                     | Gift im Zoo                           | доктор Мартін Реттберг             |
| 1954      | ф  | Визнання віч-на-віч                   | Geständnis unter vier Augen           | доктор Фрігге                      |
| 1955      | ф  | Оазис                                 | Oasis                                 | Антуан                             |
| 1955      | ф  | Осінні троянди                        | Rosen im Herbst                       | майор фон Крампас                  |
| 1956      | ф  | Ніч рішення                           | Nacht der Entscheidung                | Рене Доберсен                      |
| 1956      | ф  |                                       | Friederike von Barring                | Арчибальд 'Арчі' фон Баррінг       |
| 1956      | ф  | Дівчина Маріон                        | Das Mädchen Marion                    | доктор Мейнінг, ветеринарний лікар |
| 1957      | ф  | Зроблено в Німеччині: Життя для Цейсс | Made in Germany — Ein Leben für Zeiss | професор Ернст Аббе                |
| 1958      | ф  | Дівиця Розмарі                        | Das Mädchen Rosemarie                 | Гартог                             |
| 1959      | ф  | Йонс і Ердме                          | Jons und Erdme                        | Йонс Більтрушовскі                 |
| 1962      | ф  | Фальшивий зрадник                     | The Counterfeit Traitor               | Отто Гольтц                        |
| 1974—1998 | с  | Деррік                                | Derrick                               | Йозеф Стекель                      |
| 1974      | тф | Прусське заміжжя                      | Die preußische Heirat                 | король Фрідріх Вільгельм I         |
| 1976      | ф  | Кожен помирає самостійно              | Jeder stirbt für sich allein          | Отто Квангель                      |
| 1976      | тф | В очікуванні Годо                     | Warten auf Godot                      | Поццо                              |
| 1979      | с  | Будденброки                           | Die Buddenbrooks                      | Йоганн старший                     |

## Визнання
| Нагороди та номінації Карла Раддаца | Нагороди та номінації Карла Раддаца                           | Нагороди та номінації Карла Раддаца                           | Нагороди та номінації Карла Раддаца |
| ----------------------------------- | ------------------------------------------------------------- | ------------------------------------------------------------- | ----------------------------------- |
| Німецька кінопремія                 |                                                               |                                                               |                                     |
| 1979                                | Спеціальна премія за видатний внесок у німецький кінематограф | Спеціальна премія за видатний внесок у німецький кінематограф | Перемога                            |